# Tachina evoluta
Tachina evoluta är en tvåvingeart som beskrevs av Walker 1853. Tachina evoluta ingår i släktet Tachina och familjen parasitflugor. Inga underarter finns listade i Catalogue of Life.